# Saint-Léger-des-Bois

Saint-Léger-des-Bois este o comună în departamentul Maine-et-Loire, Franța. În 2009 avea o populație de 1,526 de locuitori.